# メクレンブルク福音ルター派州教会
メクレンブルク福音ルター派州教会（ドイツ語: Evangelisch-Lutherische Landeskirche Mecklenburgs , ELLM）は1945年から1969年、1991年以降においてドイツ福音主義教会 (EKD)に加盟する22の州教会の一つである。この州教会はシュヴェリーンに本部を持つ公法人の社団である。19万3千人の教会員と270の教会共同体を持つ（2011年2月現在）。

## 概要
メクレンブルク福音ルター派州教会はドイツ福音主義教会 (EKD) に属するルター派教会であり、ドイツ合同福音ルター派教会 (VELKD) の加盟州教会でもある。メクレンブルク福音ルター派州教会監督が常駐する教会（監督が説教を担当）はシュヴェリーン大聖堂である。この州教会はポンメルン福音主義教会と共に福音主義アカデミー（神学研修施設）をロストックに持っている。
メクレンブルク福音ルター派州教会は2012年5月27日の聖霊降臨日に設立される北ドイツ福音ルター派教会にノルトエルビエン福音ルター派教会、ポンメルン福音主義教会と共に属することになる。
2009年2月5日、新教会を設立するための州教会統合協定にメクレンブルク州教会は署名している。2009年3月28日に開催されたメクレンブルク州教会総会において、州教会統合協定が56票中39票の賛成を得た。これ以降、新教会設立を目指す動きが本格的にスタートした。州教会統合によって設立される北ドイツ福音ルター派教会はノルト教会という略称を用いる。ノルト教会は3つの連邦州シュレースヴィヒ＝ホルシュタイン州 、ハンブルク、メクレンブルク＝フォアポンメルン州を管轄することになる。

## 州教会の管轄地域
メクレンブルク福音ルター派州教会の管轄地域は旧メクレンブルク州全域である。1348年に成立した メクレンブルク公領 が1701年に西のメクレンブルク＝シュヴェリーン (Mecklenburg-Schwerin) と東のメクレンブルク＝シュトレーリッツ (Mecklenburg-Stargard) 大公国に分かれて統治されていたが、1918年のドイツ革命により、両国は共和政へ移行し、1934年に合併し旧メクレンブルク州となった。この州教会の管轄を現在の行政組織に照らし合わせると、ドイツ連邦共和国メクレンブルク＝フォアポンメルン州の西側になる。若干の教会共同体は州境を越えてドイツ連邦共和国のシュレースヴィヒ＝ホルシュタイン州とブランデンブルク州にある。

## 州教会の指導
メクレンブルク福音ルター派州教会の最高指導者は州教会監督である。監督はこの教会の精神的指導者である。州教会監督の任期は12年で州教会総会において選出される。総会議長も同様に選出され教会を運営する。2012年2月現在の州教会監督は、アンドレアス・フォン・マルツァーンである(2007年3月総会で選出)。

## 関連文献
- 稲本守　「「国教会」か「国民教会」か－統一ドイツとキリスト教会」『ヨーロッパ＝ドイツへの道』坂井榮八郎/保坂一夫編、東京大学出版会 1996年

## 関連人物
- ヨアヒム・ガウク、 1967年シュヴェリーン県ギュストローで牧師に就任。2012年3月18日連邦大統領に選出された。
- マヌエラ・シュヴェーズィヒ、ドイツ社会民主党（SPD）所属の政治家。メクレンブルク＝フォアポンメルン州の 労働、社会相。2009年よりSPD副党首。無神論者であったが、2010年に家族と一緒に洗礼を受け、メクレンブルク福音ルター派州教会に加入している。